# محادثات فيينا للسلام في سوريا
محادثات فيينا للسلام في سوريا, اعتباراً من 14 تشرين الثاني / نوفمبر 2015 أصبحت تعرف باسم محادثات المجموعة الدولية لدعم سوريا (ISSG), هي مفاوضات للقوى الدولية التي بدأت في فيينا، النمسا في تشرين الأول/أكتوبر 2015 على مستوى وزراء الخارجية، لحل الصراع في سوريا، بعد فشل مقترحات تسوية الحرب الأهلية السورية.
المشاركون، اعتباراً من 14 تشرين الثاني / نوفمبر 2015 , يعرفون باسم المجموعة الدولية لدعم سوريا، والتي تتكون من 20 مشاركاً: الصين، مصر، فرنسا، ألمانيا، إيران، العراق، إيطاليا، الأردن، لبنان، عمان، قطر، روسيا، السعودية، تركيا، الإمارات العربية المتحدة، المملكة المتحدة، الولايات المتحدة، جامعة الدول العربية، الاتحاد الأوروبي، والامم المتحدة.

## خلفية
كشفت وسائل الإعلام الغربية أن الضربات الجوية الروسية التي كانت قد بدأت في سوريا في 30 ايلول / سبتمبر 2015 بأن هذه الضربات تميل ميزان القوى على أرض المعركة السورية بين النظام والمعارضة، تميل لصالح نظام الأسد، وبالتالي تؤثر بشدة على إستراتيجية الولايات المتحدة وجماعات المعارضة المعتدلة المدعومة من قبل الولايات المتحدة والحلفاء الأوروبيين. 

## اجتماع 23 تشرين الأول / أكتوبر
في 23 أكتوبر 2015, اجتمع وزراء الخارجية: جون كيري (الولايات المتحدة الأمريكية), لافروف (روسيا), عادل الجبير(السعودية), وفريدون سنيرلي أوغلو (تركيا), اجتمعوا في فيينا، للتحضير للمحادثات الدولية التي تهدف للسلام في سوريا.
ووافقو على التشاور مع جميع الاطراف، واعادة الاجتماع في 30 من نفس الشهر، من اجل اجتماع أكثر شمولية. قال لافروف بعدها انه كان يأمل ان يتم دعوة إيران ومصر.
في حين أن كلاً من الجبير وكيري قاما بالاعتراف بوجود خلافات مع روسيا وإيران حول مستقبل نظام الأسد، وصرّح كيري: «... ولكن ما إذا كنا نستطيع الدخول في العملية السياسية، ثم في بعض الأحيان هذه الأشياء تحلّ بنفسها».

## المحادثات التحضيرية - 29 تشرين الأول/ أكتوبر
في 29 أكتوبر 2015, اجتمع وزراء خارجية الولايات المتحدة، روسيا، تركيا، والسعودية مجدداً في فيينا، للمزيد من التحضيرات للمحادثات في 30 أكتوبر.
سكرتير الخارجية جون كيري أيضاً عقد اجتماعات مع نظرائه سيباستيان كورتس، (النمسا), محمد جواد ظريف (إيران), سيرغي لافروف (روسيا), عادل الجبير (السعودية) و (تركيا) وموفد الامم المتحدة لسوريا ستافان دي ميستورا. أيضا، قام محمد جواد ظريف (إيران) بعقد لقاء ثنائي مع الممثل السامي للاتحاد الأوروبي للشؤون الخارجية والسياسة الأمنية، فيديريكا موغيريني.
دعوة إيران للمفاوضات في 30 تشرين الأول / أكتوبر، هي أول مشاركة لإيران في محادثات السلام الدولية في سوريا.

## جولة 30 تشرين الأول/ أكتوبر 2015

### المشاركون
المشاركون في محادثات فيينا في 30 أكتوبر كانو: الولايات المتحدة، المملكة المتحدة، روسيا، إيران، تركيا، مصر، السعودية، الامارات العربية المتحدة، قطر، الأردن، فرنسا، ألمانيا، وبالإضافة إلى الاتحاد الاوروبي. شاركت إيران لأول مرة في محادثات السلام طلب دعوة إيران جاء بطلب من روسيا، وجوبه بمقاومة من الولايات المتحدة والسعودية. لم يكن في المؤتمر أي ممثل أو مندوب سوري.

### المناقشات
هدف الاجتماعات كان التوصل إلى خطة لإقناع الحكومة السورية والمعارضة، بالموافقة على وقف اطلاق نار شامل، والبدء بعملية الانتقال السياسي.
أكدت وسائل اعلامية غربية، أن تحديد مصير الاسد، وتحديد الصلاحيات التي سيحتفظ بها خلال عملية الانتقال السياسي، وعمّا إذا كان يمكنه الترشح للانتخابات الرئاسية المقبلة، أكدت بأنها خطوة اولى ضرورية يجب اتخاذ القرار بخصوصها قبل أي اتفاق آخر بين الأطراف السورية.

وقع وزراء الخارجية المشاركين على بيان مشترك: إعلان نهائي عن نتائج المحادثات السورية في فيينا على النحو المتفق عليه من قبل المشاركين، والتي تنص من بين امور أخرى على ان «وحدة سوريا واستقلالها وسلامة أراضيها، والطابع المدني هي امور اساسية». 
استمر الخلاف بين روسيا والولايات المتحدة بشأن الدور السياسي المستقبلي للأسد. اصرّت الولايات المتحدة على أن الأسد يجب ألا يكون له دور في مستقبل سوريا. بينما روسيا اصرت على أنه لا يجب اجبار الأسد على المغادرة وأن الانتخابات السورية أن تقرر من سيحكم سوريا.

### ما بعد المناقشات
بعد فترة وجيزة من المحادثات في فيينا في 30 تشرين الأول عام 2015، تبادل مسؤولون من المملكة السعودية والجمهورية الإيرانية تبادلا الانتقادات الحادة بشأن المشاركة المستقبلية لإيران في الجولة القادمة من المحادثات.
مجموعات العمل التي عقدت بمبادرة من الولايات المتحدة في الفترة التي سبقت جولة 14 تشرين الثاني / نوفمبر، عكست التوتر بين روسيا والولايات المتحدة حول الدور القيادي المفروض للولايات المتحدة، فكرة هذه المجموعات تعرضت لإنتقادات من قبل روسيا.

## اجتماع 14 نوفمبر 2015
في يوم 14 تشرين الثاني / نوفمبر، اسفرت محادثات فيينا مع جميع الاعضاء العشرين للـ ISSG (انظر القسم الرئيسي) اسفرت عن خطة سلام لسوريا.
الـ ISSG (المجموعة الدولية لدعم سوريا): 
- ذكرت التزامها لضمان عملية الانتقال السياسي بقيادة سورية يملكها السوريون ويقرر الشعب السوري مستقبل سوريا، على اساس جنيف 2012 بمجمله.
- الموافقة على دعم والعمل على تنفيذ وقف لإطلاق النار شامل في سوريا على ان يدخل حيز التنفيذ في أقرب وقت بعد ان يقوم ممثلي النظام والمعارضة بالبدء بالخطوات الأولية نحو الانتقال تحت إشراف الأمم المتحدة على أساس بيان جنيف.
- اتفقا على ضرورة عقد ممثلي النظام والمعارضة السورية لمفاوضات رسمية تحت رعاية الأمم المتحدة والموعد المستهدف هو 1 يناير 2016.[1]
- تكليف موفد الامم المتحدة لسوريا، ستافان دي ميستورا لتحديد من يجب ان يمثل المعارضة في هذه المفاوضات.[19]
- التأكيد على ان تنظيم الدولة (داعش) وجبهة النصرة، والجماعات الارهابية الأخرى يتم تحديدها من قبل مجلس الأمن للأمم المتحدة، والمتفق عليها من قبل المشاركين، والمقررة من قبل مجلس الأمن. يجب ان تهزم";[1]
- ISSG".[1]

## انظر ايضاً
- مجموعة اصدقاء سوريا

## روابط خارجية
- Syria's War: A Guide to Who Wants What at Vienna Peace Talks